# Knorrsches Haus

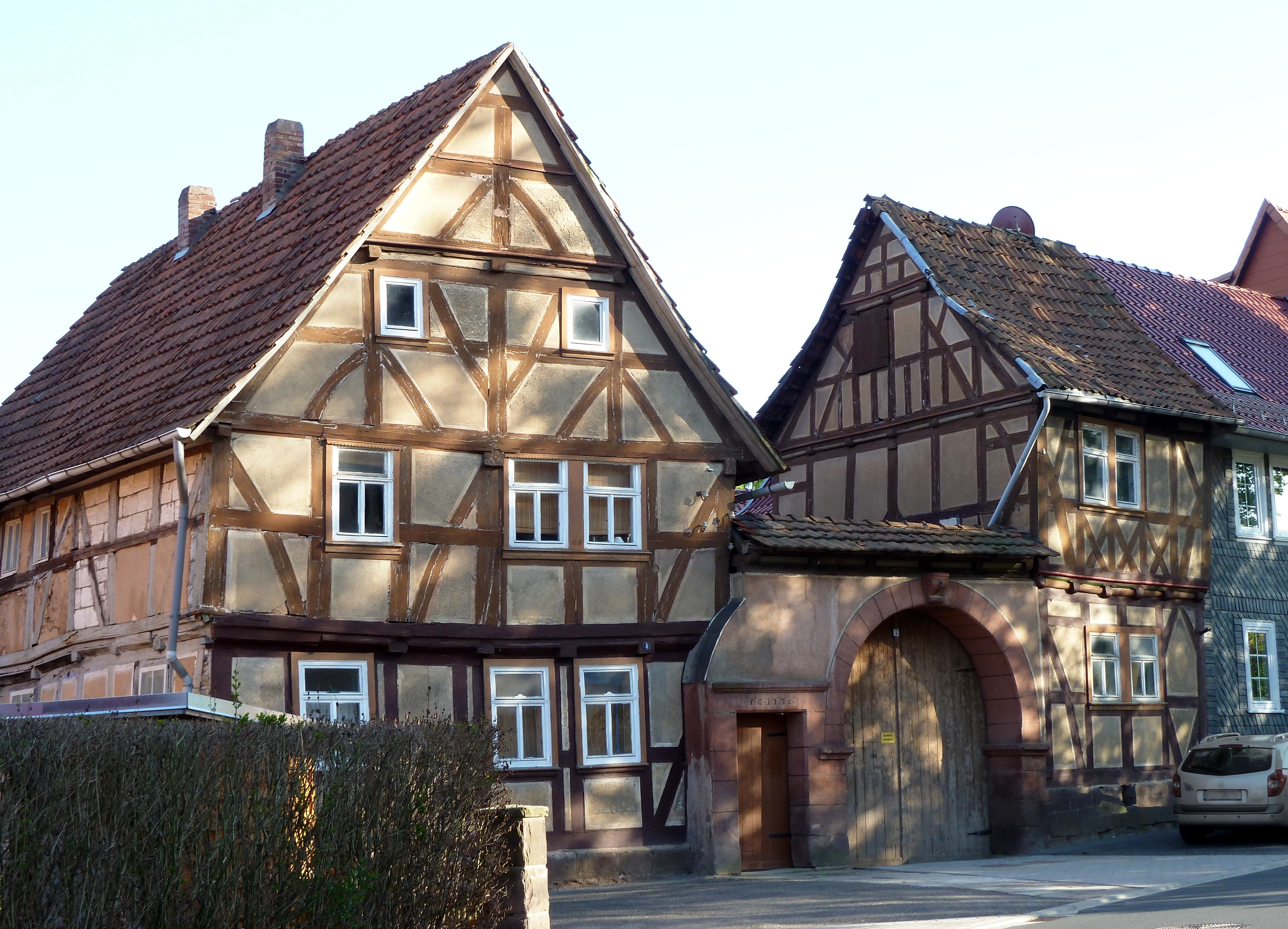
Das Knorrsche Haus vor der Sanierung

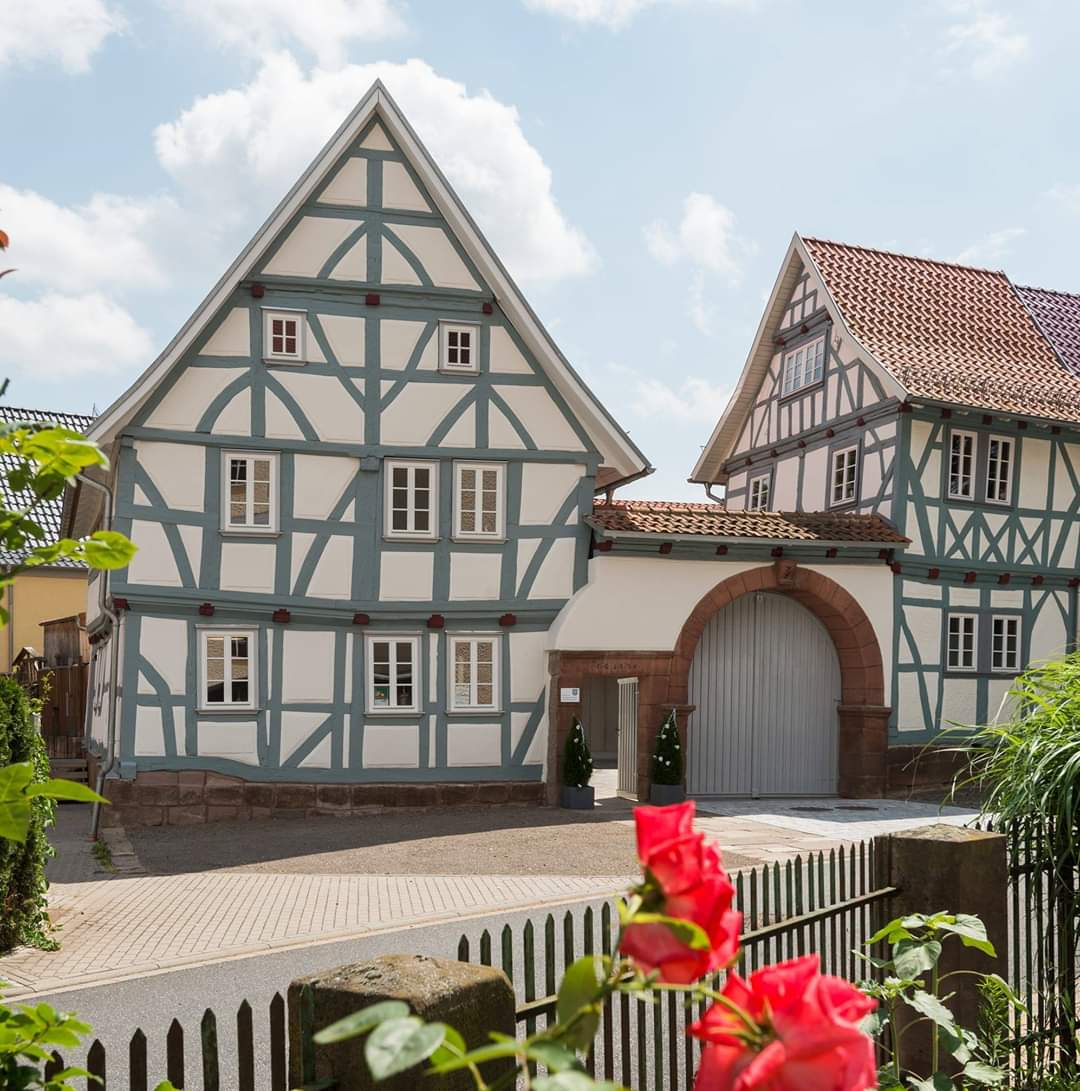
Das Knorrsche Haus 2011

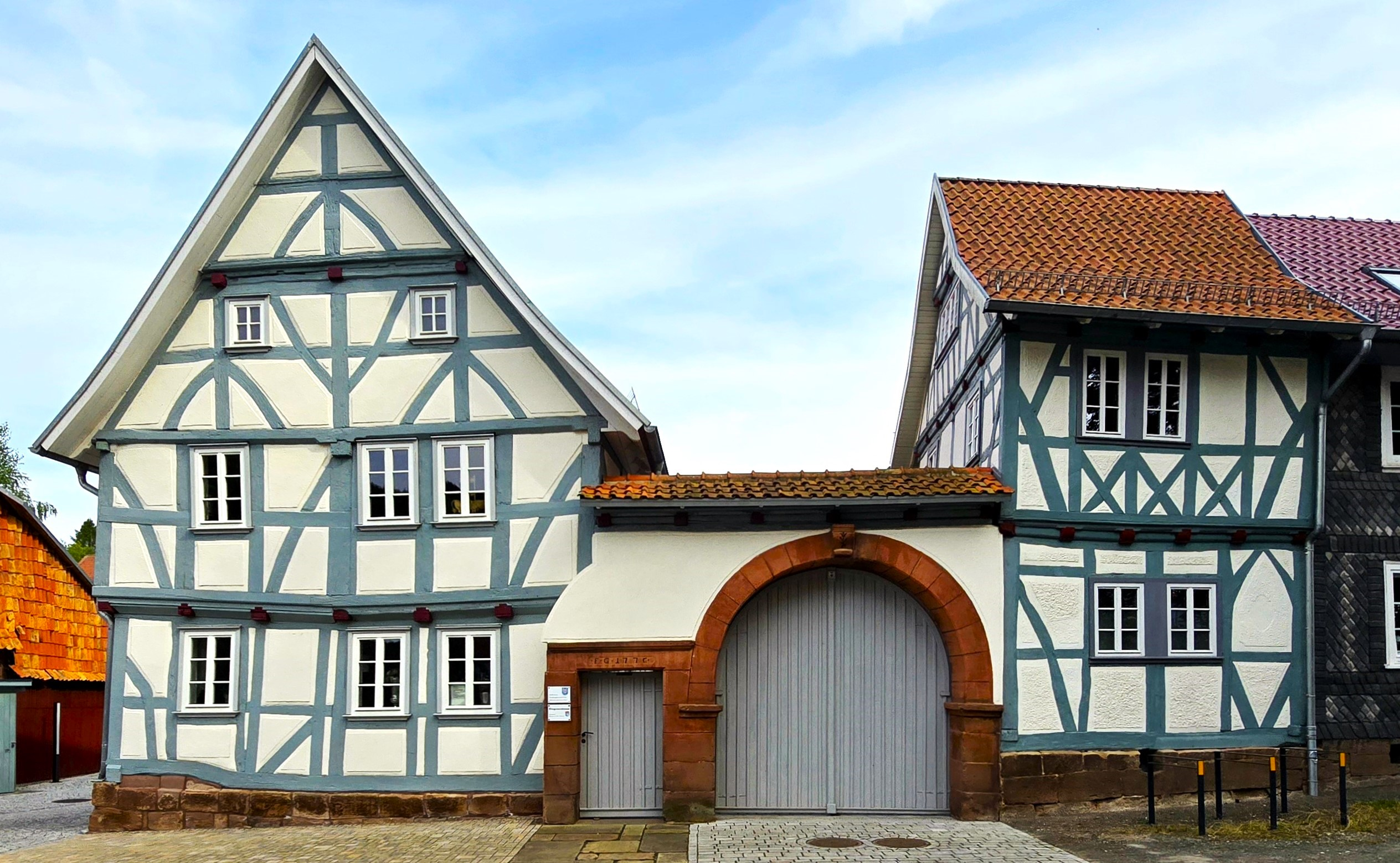
Knorrsches Haus

Das Knorrsche Haus ist ein im 16. Jahrhundert erbautes, denkmalgeschütztes Fachwerkhaus mit Nebengebäude in der Kirchgasse 4, Gemeinde Uder im Eichsfeld.

## Geschichte und Baubestand
Die erstmals im 12. Jahrhundert mit der Siedlung erwähnte Ritterfamilie von Knorr de Othera hatte vielfältige Beziehungen im mittelalterlichen Eichsfeld, so zur Burg Rusteberg, der Burg Scharfenstein und zu den Familien von Hanstein und von Wintzingerode, ihre Ursprünge reichten aber sicher noch einige Jahrhunderte zurück. Das Gut lag nahe der damaligen und heutigen Kirche bei den Knorr'schen Quellen oder Kessenborn, wo der Kirchbach entspringt. Der benachbarte Straßenzug Eulenburg könnte auf eine Befestigung des Hofes hindeuten. Ab wann die Adelsfamilie von Uder den Ort verlassen hat und an anderen Orten im Eichsfeld ansässig wurde, ist nicht genau bekannt.
Zu Beginn des 16. Jahrhunderts wurde das heutige Gehöft erbaut. Es besteht aus einem Hauptgebäude und einem Nebengelass, dem sogenannten Altenteil. Beide Häuser sind durch eine Mauer mit großem rundbogigen Tor und einer links daneben angeordneten, rechteckig abgeschlossenen Tür verbunden, die in den zwischen den Häusern liegenden Innenhof führen. Die Eingänge werden von Buntsandstein umrahmt. Der Stürzriegel verzeichnet die Jahreszahl 1775. Das zweigeschossige Haupthaus hat eine Grundfläche von ca. 12,30 × 6,90 m und ein Satteldach zur Straße. Das ebenfalls zweigeschossige Nebengebäude ist schmäler und traufseitig angeordnet. Nach stilgeschichtlichem Befund wurden beide Häuser im 16. Jahrhundert erbaut und gelten als die ältesten Bauten des Ortes. Die Verstrebungen sind gebogen und verzapft, das Altenteil zeigt im Obergeschoss Andreaskreuze als Stilmerkmale "Fränkischen Fachwerks".
1600–1602 war der Hof offenbar Gegenstand eines Streites zwischen der Witwe des Bürgers Liborius Otte und Friedrich Knorr.
1981 wurde das Haus zum Denkmal erklärt. Im Januar 2011 wurde es aus einer Insolvenzmasse auf Initiative des Bürgermeisters Gerhard Martin durch die Gemeinde Uder gekauft und dem hierzu gegründeten Verein Freundeskreis „Knorrsches Haus“ e.V. übergeben. Seit dem Jahr 2018 ist die Sanierung beendet und das Ensemble wird als historisches Standesamt, Bürgermeisteramt und kulturhistorisches Zentrum genutzt. Im sogenannten Altenteil befindet sich eine Pilgerwohnung, da sich die Gemeinde Uder am Jakobsweg befindet.

## Freundeskreis Knorrsches Haus
Der Verein Freundeskreis "Knorrsches Haus" e.V. wurde 2011 gegründet und hat 74 Mitglieder (Stand 2021). Er hat umfangreiche Sicherungs- und Sanierungsmaßnahmen zum Erhalt des Hauses in Eigenleistung durchgeführt und betreibt seitdem die Bewirtschaftung der Gebäude.
Vielfältige Kontakte unterhält der Verein zu den Nachfahren der Familie von Knorr. Sie leben teilweise im Baltikum (von Knorring), aber auch in verschiedenen Regionen Deutschlands (von Hanstein-Knorr, von Wintzingerode-Knorr).
Der Verein bietet eine Vielzahl an kulturellen Veranstaltungen in der mittelalterlichen Hofanlage an. Seit 2011 ist Herr Andreas Uhlich 1. Vorsitzender des Vereins. Im Rahmen einer Neustrukturierung wurde Herr Jens Offenbecher im Jahre 2015 ebenfalls Vorsitzender des Vereins.